# GRAVITY
GRAVITY est un instrument de l'interféromètre du Very Large Telescope (VLTI). Il combine les images des quatre télescopes principaux (UT, pour Unit Telescope) ou des quatre télescopes auxiliaires plus petits (AT). L'instrument fonctionne avec une optique adaptative et offre une résolution de 4 milliarcsecondes (mas) et peut mesurer la position des objets astronomiques jusqu'à quelque 10 microarcsecondes (μas). 
Avec les quatre télescopes principaux, GRAVITY dispose d'une surface collectrice de 200 m2 et d'une résolution angulaire d'un télescope de 130 m. 

## Détails de l'instrument
GRAVITY a été construit par un consortium dirigé par l'Institut Max-Planck de physique extraterrestre, avec des partenaires européens français, allemands, portugais et l'Observatoire européen austral. Les images de la première lumière comprenaient la résolution de Theta1 Orionis F dans l'amas du Trapèze en étoile binaire. 
GRAVITY peut fonctionner en mode champ unique ou en champ double. En mode double champ, il peut observer en interférométrie deux objets astronomiques en même temps et obtenir ainsi une précision astrométrique très élevée. Les données de l'instrument peuvent également être utilisées pour la spectroscopie en bande K avec trois résolutions spectrales. GRAVITY est composé des éléments suivants : 
- un système de détection de front d'onde infrarouge CIAO (situé sur les télescopes principaux) qui fonctionne avec le miroir déformable MACAO ;
- un système de contrôle de polarisation pour compenser les effets de polarisation du VLTI ;
- un système de guidage pupille actif comprenant des sources LED montées sur le support de miroir secondaire (araignée) de chaque télescope ;
- un système de guidage pour suivre la position de la source ,
- l'instrument de combinaison de faisceaux (BCI, Beam Combining Instrument).

Le BCI est l'organe principal de GRAVITY. Il effectue l'acquisition et fournit des franges interférométriques. Le BCI est refroidi cryogéniquement et situé dans le laboratoire VLT-I.

## Résultats scientifiques

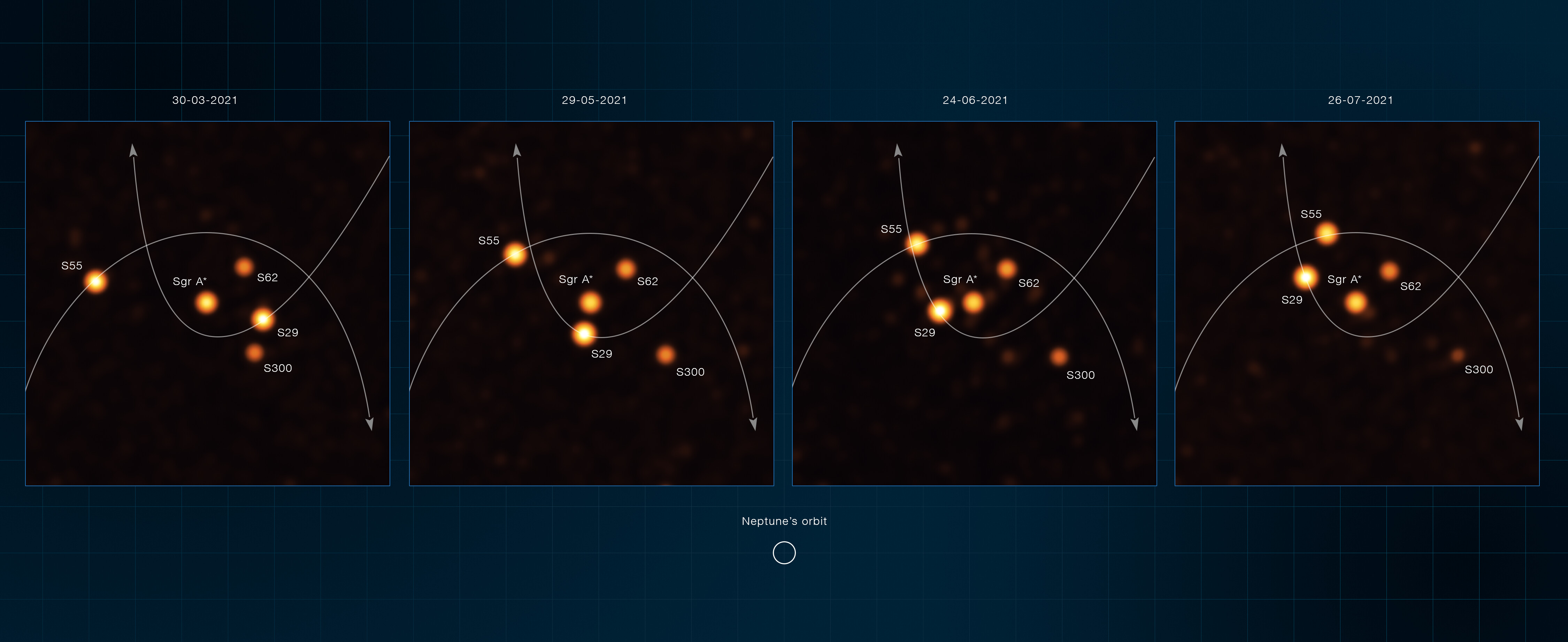
Orbites d'étoiles au centre de la Voie Lactée photographiées avec GRAVITY

GRAVITY est principalement utilisé pour observer les étoiles en orbite autour du trou noir supermassif Sagittarius A*, ainsi que la position des exoplanètes et des naines brunes autour de leur étoile hôte,. Il est également utilisé pour d'autres études qui nécessitent une haute résolution angulaire, telles que l'étude des disques circumstellaires et celle des galaxies à noyau actif. 

## GRAVITY+
GRAVITY+ est une mise à niveau de GRAVITY, qui augmentera sa sensibilité et sa couverture du ciel. La mise à niveau est effectuée progressivement afin de réduire les perturbations des observations astronomiques,.  